# Leonidas Proaño
Leonidas Eduardo Proaño Villalba (San Antonio de Ibarra, 29 de enero de 1910-Quito, 31 de agosto de 1988), conocido como Taita Leonidas Proaño (Padre, en quichua ecuatoriano), fue un eclesiástico, teólogo, educador, pedagogo y activista de derechos humanos católico ecuatoriano, obispo de Riobamba (1954-1985), candidato al premio Nobel de la Paz (1986) y considerado uno de los representantes más destacados en Ecuador de la Teología de la liberación.

## Biografía
Leónidas Eduardo nació el 29 de enero de 1910, en la parroquia rural de San Antonio de Ibarra, del cantón ecuatoriano homónimo. Hijo único de familia pobre y digna, conformada por el agricultor Agustín Proaño Recalde y Zoila Villalba Ponce, tejedores de sombreros de paja toquilla en un taller propio. Desde sus primeros años aprendió el oficio familiar.
Como cuenta en su autobiografía:  

Soy hijo de familia pobre…teníamos que trabajar, por lo mismo que éramos pobres.

En 1917, comenzó su formación primaria en la escuela fiscal Juan Montalvo. Durante su juventud, soñaba con ser pintor o escritor, sería por la sugerencia de un párroco a sus padres que en 1925, fue matriculado como alumno externo en el Colegio Seminario Menor de Ibarra, donde se graduó de bachiller en 1929.
En 1930, ingresó al Seminario Mayor de Quito, donde realizó los estudios eclesiásticos.

### Sacerdocio
Fue ordenado diácono el 4 de marzo de 1936. Su ordenación sacerdotal fue el 29 de junio del mismo año, a manos del cardenal Carlos María de la Torre; a la edad de veintiséis años. Pronto se interesaría por las tendencias más progresistas en el campo de la Doctrina social de la Iglesia.
Su primera asignación no fue una parroquia rural —como tenía pensado—, sino que fue nombrado profesor del Colegio Seminario Menor de Ibarra y del colegio católico Sánchez Cifuentes, y capellán de los Hermanos de las Escuelas Cristianas. 
En la diócesis de Ibarra, emprende programas de trabajo, tomando acciones positivas, tales como: la fundación de la Juventud Obrera Cristiana (JOC) y la a Acción Católica Obrera (ACO), siendo subdirector y asesor de la JOC.
Impulsó la lectura en Ibarra y en la provincia. Por esa razón, en octubre de 1941 funda la Librería Cardijn. Paralelamente, el 14 de mayo de 1944, fundó el bisemanario La Verdad que se convirtiera en diario después; Proaño sería su primer editor.
El 2 de agosto de 1947 fue nombrado canónigo de Ibarra, y en 1950 fue designado canónigo penitenciario.

## Episcopado
No fue considerado como candidato a la orden episcopal. El 18 de marzo de 1954, el papa Pío XII lo nombró obispo de Bolívar; diócesis que abarcaba dos provincias: Bolívar y Chimborazo. Fue consagrado el 26 de mayo del mismo año, en la Catedral de Ibarra; a manos del arzobispo Opilio Rossi. El 29 de mayo siguiente, llegó a Riobamba para su posesión canónica.
El 25 de agosto de 1955, el nombre de la diócesis cambió, con lo cual también su título episcopal. Recién a inicios de 1958, se dividieron en las de Bolívar (Guaranda) y Riobamba.
Vivió en un humilde hogar en la localidad de Santa Cruz, se despojó de sus pocas pertenencias. Se caracterizó por el uso poncho, y por caminar con sus “zapatos de charol” por las comunidades. Desde su cátedra de Riobamba luchó constantemente por introducir la justicia social en las relaciones con los indígenas, para promover su acceso a la vida pública y al poder político —fue entonces que empezó a ser conocido como «el obispo de los indios»— y adoptó con entusiasmo las tesis de la Teología de la liberación. De esta manera, nace "La Revolución del poncho".
En 1960 hizo la reforma agraria de las haciendas de la diócesis, esto implicó la entrega de tierras de las propiedades en poder de la curia, a los indígenas. Esto le causó problemas con los gobiernos de derecha, apoyados por los estadounidenses, que lo consideraban un 'sacerdote rojo', propagandista del marxismo en suelo ecuatoriano. En 1966, con una carta abierta al clero de Riobamba, rebautizada como 'Carta Roja', Proaño dio sus directrices: 'Hasta ahora los métodos de trabajo han sido: llamar y esperar que llegue gente; amenazar a los que no vienen e insistir en una pastoral... en lugar de la firme voluntad de conquistar cada día una buena vida. De ahora en adelante, sin dejar de llamar, debemos salir al encuentro de los hombres dondequiera que vivan'. Apoyó activamente a las comunidades indígenas y sus asociaciones en la lucha por una reforma agraria adecuada, a finales de los años 1960 y 1970. En 1973 la Santa Sede ordenó una visita apostólica a la diócesis, lo que equivalía a una investigación judicial. El 3 de abril de 1974, llega el visitador apostólico P. Jorge Casanova SDB. El veredicto fue favorable para Proaño, siendo absuelto de todas las acusaciones de apoyar actividades guerrilleras.

Mi colegio, mi universidad, han sido las comunidades indígenas. Los indígenas fueron mis maestros, ellos me han enseñado y por lo mismo este premio se los debo a ellos.
Proaño en su discurso de entrega del doctorado honoris causa (Alemania, 1987)

Preocupado por la educación de los indígenas, el 19 de marzo de 1962, creó las Escuelas Radiofónicas Populares del Ecuador (ERPE), para la alfabetización, educación y evangelización de los indígenas; bajo el lema de «Educar es Liberar». En 1962 creó el Centro de Estudios y Acción Social para ayudar al desarrollo de las comunidades indígenas. Participó en el Concilio Vaticano II (1962-1965), en la elaboración de la constitución pastoral "Gaudium et spes".
Fue elegido delegado sustituto ante el Consejo Episcopal Latinoamericano (CELAM; 1960), y posteriormente fue titular. Fue elegido presidente del Departamento de Pastoral del CELAM (1964-1968), y en tal calidad de tal, fue el responsable de la creación del Instituto Itinerante de Pastoral de América Latina (IPLA).
Con el apoyo de Adolfo Pérez Esquivel, fundó la filial ecuatoriana de la organización latinoamericana de derechos humanos Servicio Paz y Justicia (SERPAJ).
El 12 de agosto de 1976, durante la dictadura militar de Guillermo Rodríguez Lara, soldados irrumpieron en su residencia en Santa Cruz, donde celebraba una reunión informal junto a obispos de América para reflexionar cuestiones pastorales. Fue acusado de conspirar contra su patria, y encarcelado durante 28 horas en Quito.

### Renuncia
El 1 de febrero de 1985, por petición de los indígenas es designado por el papa Juan Pablo II: Obispo de los Indios. El 20 de marzo del mismo año, fue aceptada renuncia como obispo de Riobamba. Fue nombrado presidente de la Pastoral Indígena de la CEE (1985-1988).
En mayo de 1985, Pérez Esquivel propone a Proaño como candidato premio Nobel de la Paz, edición 1986; por su arduo trabajo en defensa de los Derechos humanos, de los pueblos y los indígenas. El Congreso Nacional apoya esta candidatura y su presidente, Raúl Baca Carbo llama a Proaño: "Pilar fundamental de la Paz".
En 1988 promovió con la Confederación de Nacionalidades Indígenas (Conaie), la campaña «500 años de Resistencia Indígena», oponiéndose a la celebración del V Centenario del Descubrimiento de América. El 12 de agosto de 1988 crea la Fundación Pueblo Indio del Ecuador.

### Fallecimiento
A finales de 1987, se le detectó que sufría un cáncer avanzado al estómago que le debilitó rápidamente complicándole el hígado y su salud se complicó al año siguiente. Falleció al amanecer del 31 de agosto de 1988, en la ciudad de Quito; a la edad de setenta y ocho años.
Sus restos fueron llevados a la Catedral de Riobamba, donde recibió los funerales y el homenaje de sus amigos indígenas. Después, su cuerpo fue llevado a su natal San Antonio de Ibarra, y enterrado —por decisión propia— en el cementerio de la comunidad de Pucahuaico.

## Distinciones
| Universidad / Institución                | Fecha                   | Reconocimiento otorgado                                        | Ref.                    |
| Doctorado honoris causa                  | Doctorado honoris causa | Doctorado honoris causa                                        | Doctorado honoris causa |
| ---------------------------------------- | ----------------------- | -------------------------------------------------------------- | ----------------------- |
| Universidad Central del Ecuador          | 20 de julio de1985      | Doctorado honoris causa                                        | [ 10 ]                  |
| Escuela Superior Politécnica del Litoral | 1986                    | Doctorado honoris causa                                        |                         |
| Universidad del Sarre                    | 26 de octubre de 1987   | Doctorado honoris causa en Filosofía                           |                         |
| Escuela Politécnica Nacional             | agosto de 1988          | Doctorado honoris causa                                        |                         |
| Otros reconocimientos                    |                         |                                                                |                         |
| Congreso Nacional del Ecuador            | 19 de julio de 1985     | Rinde homenaje                                                 |                         |
|                                          | 1986                    | Premio Rothko por la Paz                                       | [ 10 ]                  |
| Fundación Bruno Kreisky en Austria       | 7 de julio de 1988      | Premio Bruno Kreisky                                           |                         |
| Reconocimientos post mortem              |                         |                                                                |                         |
| Organización de las Naciones Unidas      | diciembre de 1988       | Premio de Derechos Humanos                                     | [ 2 ]                   |
| Asamblea Constituyente de Ecuador        | 14 de agosto de 2008    | Personaje símbolo nacional                                     | [ 11 ]                  |
| Ministerio de Cultura                    | 29 de agosto de 2008    | Declarar su pensamiento y obra, patrimonio cultural inmaterial | [ 5 ]                   |

## Escritos destacados
- Rupito (1953).
- Concienciación, Evangelización y Política (1974).
- Creo en el Hombre y en la Comunidad (1977).
- El Evangelio Subversivo (1977).